# Biomechanical
I Biomechanical sono un gruppo musicale thrash metal inglese fondato a Londra nel 2001.

## Formazione

### Formazione attuale
- John K. , tastierista
- Gus Drax − chitarrista
- Adrian Lambert − bassista
- Jonno Lodge − batterista

### Ex componenti
- Jon Collins − bassista
- Chris Van Hayden − chitarrista
- Jamie Hunt − chitarrista
- Chris Webb − chitarrista
- Matt C. − batterista

## Discografia
- Eight Moons (2002)
- The Empires of the Worlds (2005)
- Cannibalised (2008)